# نارک گریگوریان
نارک گریگوریان (ارمنی: Նարեկ Գրիգորյան؛ زادهٔ ۱۷ ژوئن ۲۰۰۱) بازیکن فوتبال در پست مهاجم اهل ارمنستان است.

## تیم ملی
وی همچنین در تیم‌های ملی فوتبال زیر ۱۷ سال ارمنستان، زیر ۱۹ سال ارمنستان، زیر ۱۹ سال ارمنستان، زیر ۲۱ سال ارمنستان، و ارمنستان بازی کرده‌است. گریگوریان نخستین بازی ملی خود را در چهارچوب مرحله مقدماتی جام جهانی فوتبال ۲۰۲۲ (اروپا) – گروه جی در تاریخ ۱۱ نوامبر ۲۰۲۱ در ایروان در مقابل مقدونیه شمالی انجام داده‌است.